# Датцеталь
Датцеталь (нем. Datzetal) — община в Германии, в земле Мекленбург-Передняя Померания.
Входит в состав района Мекленбург-Штрелиц. Подчиняется управлению Фридланд.  Население составляет 904 человека (на 31 декабря 2010 года). Занимает площадь 41,06 км².